# Район Конан (Ніїґата)
37°52′4″ пн. ш. 139°5′39″ сх. д. / 37.86778° пн. ш. 139.09417° сх. д.
Райо́н Ко́нан (яп. 江南区, こうなんく, МФА: [koːnaɴ ku̥], «Південнорічковий район») — район міста Ніїґата префектури Ніїґата в Японії. Станом на 1 квітня 2009 площа району становила 75,46 км². Станом на 1 червня 2011 населення району становило 69 420 осіб.